# 146 Lucina
146 Lucina (mednarodno ime je tudi 146 Lucina) je velik in zelo temen asteroid tipa C v glavnem asteroidnem pasu. 

## Odkritje
Asteroid je odkril francoski astronom Alphonse Louis Nicolas Borrelly  (1842 – 1926) 8. junija 1875 .
Poimenovan je po Lucini, boginji rojevanja iz rimske mitologije.

## Lastnosti
Asteroid Lucina obkroži Sonce v 4,48 letih. Njegova tirnica ima izsrednost 0,065, nagnjena pa je za 13,074° proti ekliptiki. Njegov premer je 132,2 km, okoli svoje osi pa se zavrti v h . 
Ker je asteroid zelo temen, ima verjetno na površini ogljikove spojine.

## Naravni satelit
Med okultacijo v letu 1982 so opazili, da bi asteroid lahko imel majhen (6 km v premeru) naravni satelit. Tudi v letu ˙2003 so s pomočjo astrometrijskih opazovanj ugotovili, da bi asteroid res lahko imel luno .